# Барибаевское восстание
Барибаевское восстание — восстание крестьян в ауле Бакалы Барибаевского района (ныне Балкашский район) Алматинской области, (март 1930). Было направлено против коллективизации и политики репрессий Советской власти. Отряд повстанцев численностью около 100 чел. во главе с К. Ахметжановым, К. Ибрагимовым, Ж. Саукымбаевым 25 марта захватил Бакалинскую коммуну, распустил аульный совет, раздал народу конфискованное зерно, скот и др. имущество. Восставшие разрушили телефонную связь, железную дорогу, захватили 10 аулов Мынкумского района. К. Ахметжанов пытался организовать совместные вооруженные действия с беженцами и повстанцами Аксуского района. Барибаевское восстание было подавлено вооруженным отрядом ОГПУ. 29 человек приговорены к расстрелу.